# 페터 춤토르

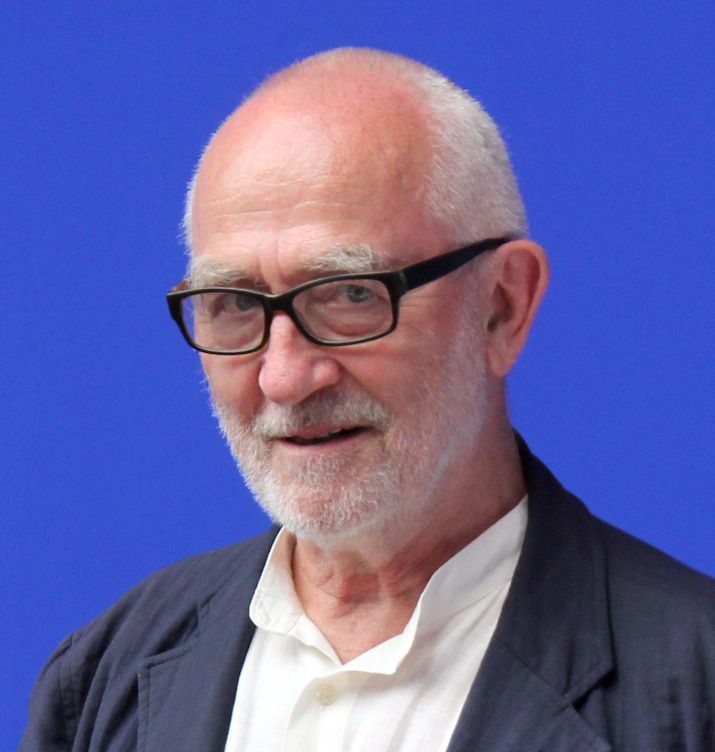

페터 춤토르(Peter Zumthor, 1943년 4월 26일 ~ )는 만드는 작품이 단호하면서 미니멀리스트로 언급되는 스위스인 건축가이다. 상대적으로 작은 기업을 관리하지만 그는 2009년 프리츠커상, 2013년 영국 왕립 건축가 협회(RIBA) 로열 골드 메달을 수상했다.

## 생애
스위스 바젤에서 태어났다. 아버지는 캐비넷 제조자였고 이로써 페터는 어릴 때부터 디자인에 노출되어 나중에 1958년 목수 수습생이 되었다. 1963년을 기점으로 자신이 태어난 도시의 Kunstgewerbeschule(예술공예학교)에서 공부했다.

## 주요 작품

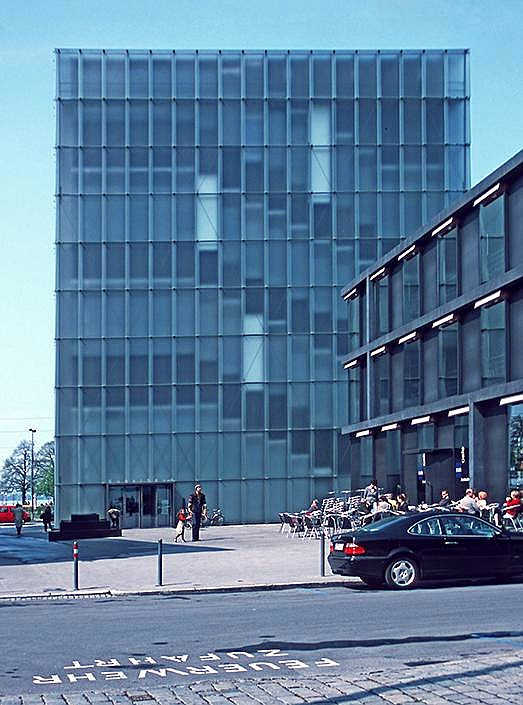
Kunsthaus Bregenz
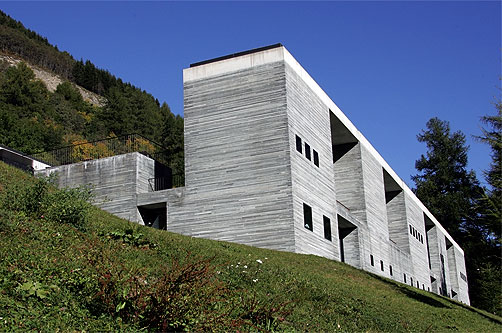
발스 호텔
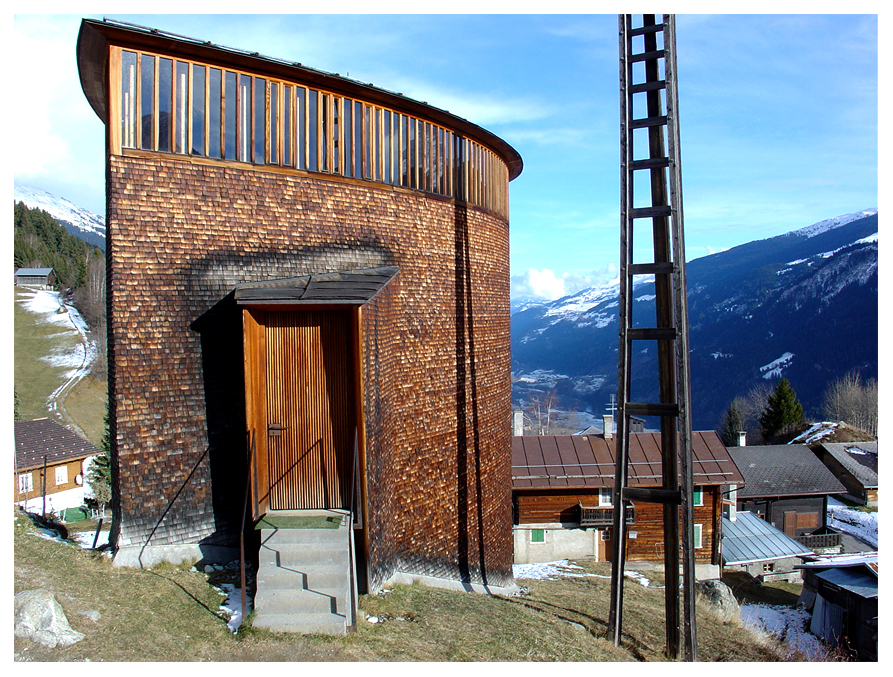
St. Benedict Chapel
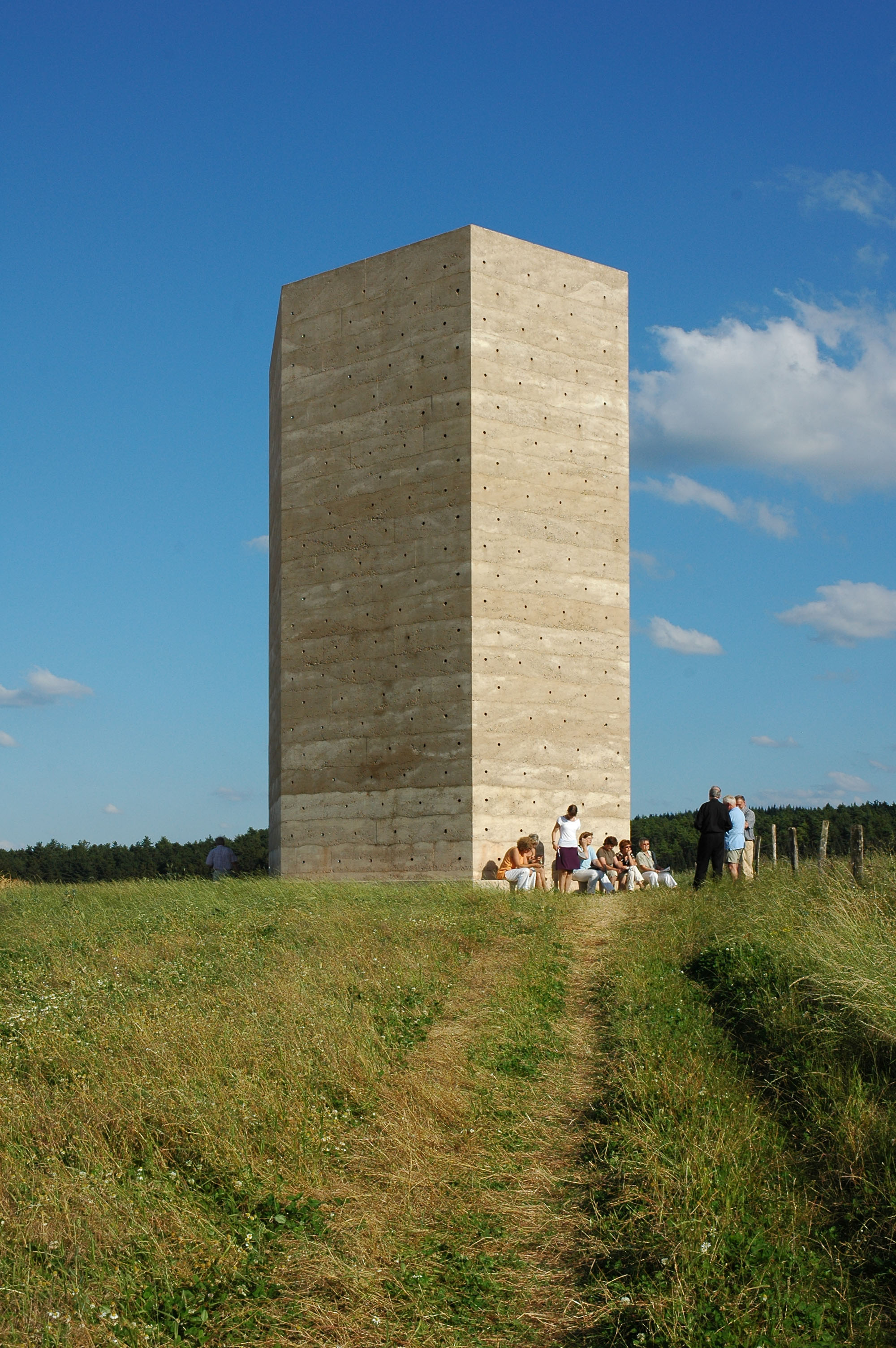
Bruder Klaus Chapel
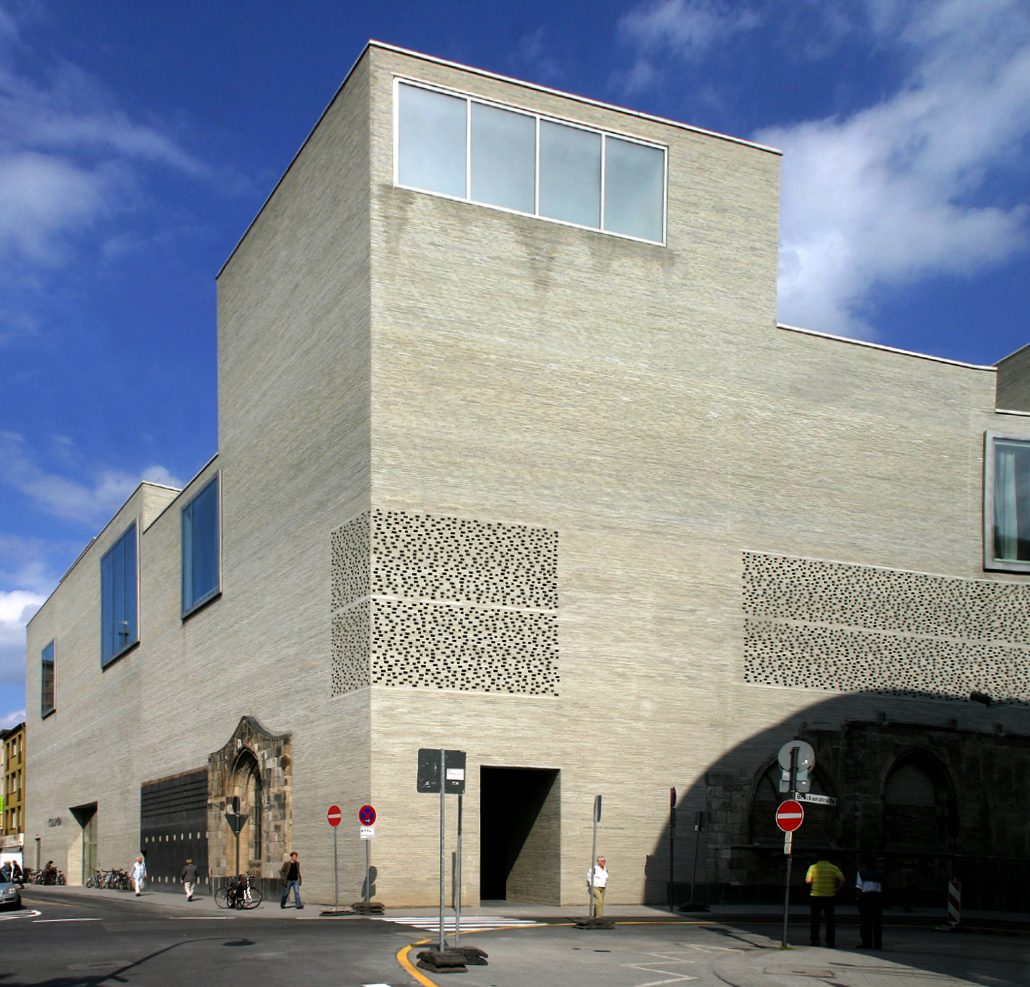
Kolumba - Erzbischöfliches Diözesanmuseum